# Messier 37
Messier 37 (auch als NGC 2099 bezeichnet) ist einer der drei Offenen Sternhaufen im Wintersternbild Fuhrmann, die im Messier-Katalog enthalten sind. Seine Helligkeit beträgt 5,6 mag, seine Winkelausdehnung 15'.
Er steht 4° südlich des Sterns θ Aurigae und kann bei ideal dunklem Himmel freiäugig erkannt werden. Im Feldstecher zeigt er einen ovalen Nebelfleck aus 8–12 Sternen 9. Größe, im klassischen Achtzöller (20-cm-Spiegelteleskop) bereits etwa 150 Sterne. Sie sind deutlich zur Mitte konzentriert, weisen aber im Nordosten eine balkenförmige Sternlücke auf.
Von den etwa 2000 Sternen sind 200 heller als 13 mag, darunter etwa 15 Rote Riesen, 20  Veränderliche und über 30 Doppelsterne. Im Haufenzentrum steht der markante F8-Stern HD 39183 mit 9,2 mag. Wegen seiner großen Sternanzahl diente M37 vielen Astronomen als Objekt zur Untersuchung der Sternentwicklung, etwa mittels Farben-Helligkeits-Diagramm.